# Соктуй-Мілозан
Сокту́й-Мілоза́н (рос. Соктуй-Милозан) — село у складі Краснокаменського району Забайкальського краю, Росія. Адміністративний центр та єдиний населений пункт Соктуй-Мілозанського сільського поселення.

## Населення
Населення — 625 осіб (2010; 774 у 2002).
Національний склад (станом на 2002 рік):
- росіяни — 90 %